# 甘南チベット族自治州
甘南チベット族自治州（かんなん-チベットぞく-じちしゅう）は、中華人民共和国甘粛省に位置する自治州。甘粛省の西南隅を占める。中国名をそのまま音読みした「甘南（かんなん）」のほか、チベット語にもとづく「ケンロ」、「ケンホ」、ローマ字転写を日本式に発音した「カンロ」などの表記例が見られる。チベットの伝統的な地理区分ではアムド地方の東部に相当する。
チベット名: ケンロ・プーリー・ランキョンクル (ཀན་ལྷོ་བོད་རིགས་རང་སྐྱོང་ཁུལ་, kan lho bod rigs rang skyong khul)。「ケンロ (kan lho)」は、中国名「甘南」を逐字訳した名称で、「ケン」は甘粛の「甘」をそのまま音写したもの、「ロ」とは「南」を意味する。

## 地理
北方から東方にかけては甘粛省の臨夏回族自治州、定西市、隴南市、南方は四川省のアバ・チベット族チャン族自治州、西方は青海省の海東市、黄南チベット族自治州、ゴロク・チベット族自治州と接する。

## 沿革
- 1953年10月1日に甘南蔵族自治区の設立。
- 1955年に甘南蔵族自治州に改編。

## 行政区画
1県級市・7県を管轄する。
- 県級市：
  - 合作市
- 県：
  - 臨潭県・夏河県・チョネ県（卓尼県）・ドゥクチュ県（舟曲県）・テウォ県（迭部県）・マチュ県（瑪曲県）・ルチュ県（碌曲県）

| 甘南チベット族自治州の地図                                               |
| ------------------------------------------------------------------------ |
| 合作市 臨潭県 チョネ県 ドゥク · チュ県 テウォ県 マチュ県 ルチュ県 夏河県 |

### 年表
この節の出典

#### 甘南チベット族自治区
- 1953年12月21日 - 甘粛省夏河県・チョネ自治区、臨夏専区臨潭県を編入。甘南チベット族自治区が成立。(2県1自治区)
- 1954年3月26日 (2県1自治区3行政委員会)
  - 武都専区西固県・岷県・武都県の各一部が合併し、ドゥクチュ行政委員会が発足。
  - 臨潭県の一部が分立し、ルチュ行政委員会が発足。
  - 夏河県の一部が分立し、マチュ行政委員会が発足。
  - 定西専区会川県の一部がチョネ自治区に編入。
- 1955年8月25日 - チョネ自治区が県制施行し、チョネ県となる。(3県3行政委員会)
- 1955年11月21日 - 甘南チベット族自治区が甘南チベット族自治州に改称。

#### 甘南チベット族自治州
- 1955年12月26日 (6県)
  - ドゥクチュ行政委員会が県制施行し、ドゥクチュ県となる。
  - ルチュ行政委員会が県制施行し、ルチュ県となる。
  - マチュ行政委員会が県制施行し、マチュ県となる。
- 1956年3月23日 (6県)
  - 武都専区宕昌県の一部(梁家壩郷・中牌郷・坪里郷・南峪郷)がドゥクチュ県に編入。
  - ドゥクチュ県の一部(官鵞郷・大河壩郷)が武都専区宕昌県に編入。
- 1958年12月11日 - 天水専区岷県の一部がドゥクチュ県に編入。(6県)
- 1958年12月20日 (1市3県)
  - ルチュ県・マチュ県が合併し、洮江県が発足。
  - チョネ県が臨潭県・ドゥクチュ県に分割編入。
  - 夏河県が市制施行し、デウール(徳烏魯)市となる。
- 1959年1月3日 - ドゥクチュ県が竜迭県に改称。(1市3県)
- 1961年11月25日 - 竜迭県がドゥクチュ県に改称。(1市3県)
- 1961年12月15日 (7県)
  - 洮江県の一部が分立し、マチュ県が発足。
  - 洮江県の残部・デウール市の一部が合併し、ルチュ県が発足。
  - デウール市の残部が県制施行し、夏河県となる。
  - ドゥクチュ県の一部が分立し、テウォ県が発足。
  - 臨潭県の一部が分立し、チョネ県が発足。
- 1962年8月21日 (7県)
  - 青海省ゴロク・チベット族自治州久治県の一部がマチュ県に編入。
  - マチュ県の一部が青海省ゴロク・チベット族自治州甘徳県・瑪沁県に分割編入。
- 1963年8月8日 - ドゥクチュ県の一部が武都専区武都県・宕昌県に分割編入。(7県)
- 1963年10月11日 - ドゥクチュ県の一部が武都専区文県に編入。(7県)
- 1984年2月8日 - 武都地区文県の一部がドゥクチュ県に編入。(7県)
- 1984年4月24日 - 夏河県の一部が青海省黄南チベット族自治州河南モンゴル族自治県に編入。(7県)
- 1985年9月2日 - 定西地区岷県の一部がテウォ県に編入。(7県)
- 1996年5月28日 - 夏河県の一部が分立し、合作市が発足。(1市7県)

## 民族
2000年統計
| 民族         | 人口    | 比例   |
| ------------ | ------- | ------ |
| チベット族   | 329,278 | 51.44% |
| 漢族         | 267,260 | 41.75% |
| 回族         | 41,163  | 6.43%  |
| トゥ族       | 939     | 0.15%  |
| ドンシャン族 | 258     | 0.04%  |
| 満族         | 257     | 0.04%  |
| サラール族   | 222     | 0.03%  |
| モンゴル族   | 215     | 0.03%  |
| その他       | 514     | 0.09%  |

## 交通

### 道路
- 高速道路
  - S2 蘭郎高速道路
- 国道
  - G213国道